# Bolgheri bianco
Il Bolgheri bianco è un vino DOC la cui produzione è consentita nella provincia di Livorno.

## Caratteristiche organolettiche
- colore: paglierino tenue.
- odore: fine, delicato.
- sapore: secco, armonico e sapido.

## Produzione
Provincia, stagione, volume in ettolitri
- Livorno  (1990/91)  942,2
- Livorno  (1991/92)  942,9
- Livorno  (1992/93)  947,8
- Livorno  (1993/94)  914,9
- Livorno  (1994/95)  768,3
- Livorno  (1995/96)  635,27
- Livorno  (1996/97)  426,14